# Мона Озуф
Мона̀ Озу̀ф (на френски: Mona Ozouf) е френска историчка и философка.
Родена е на 24 февруари 1931 година в Ланилис, Бретан, в семейството на Ян Соие, учител и активист на бретанското културно движение. През 1952 година завършва Висшето нормално училище за млади момичета, след което работи в Националния център за научни изследвания, където в продължение на години до пенсионирането си през 1997 година е директор на изследователската дейност. Работи главно върху историята на Френската революция и на образователната система във Франция.